# Tamara Gorski
Pour les articles homonymes, voir Gorski.
Tamara Gorski, née le 21 novembre 1968 à Winnipeg, Manitoba est une actrice canadienne jouant principalement pour la télévision dans des téléfilms et des séries télévisées.

## Filmographie
- 1989: Vendredi 13 (Friday the 13th: The Series) : Callgirl (saison 3, épisode 8)
- 1990: Superkid (My Secret Identity) : Alison Ritchie (2 épisodes)
- 1992: Tous les rêves sont permis ( Mrs. 'Arris Goes to Paris) (téléfilm) : Natasha Petitpierre
- 1993-1994: La Chambre secrète ("The Hidden Room") (5 épisodes)
- 1994: Danielle Steel: Un parfait inconnu (A Perfect Stranger) (téléfilm) : Sarah
- 1995: Le Justicier des ténèbres (Forever Knight): Claire Gibson (saison 3, épisode 1)
- 1995: Highlander : Peggy McCall (saison 3, épisode 11)
- 1996: Psi Factor, chroniques du paranormal("PSI Factor: Chronicles of the Paranormal") série TV : Dr. Alexandra Corliss (4 épisodes)
- 1998: Meurtre à la Maison-Blanche (Murder at 1600) : Ex-amie au bar
- 1997: Les Repentis (Once a Thief) : Rita Pratt / Droog (saison 1, épisode 6)
- 1998: Straight Up (série TV) : Corey (2 épisodes)
- 1999: Hercule ("Hercules: The Legendary Journeys") : Morrigan/Norma Bates (9 épisodes)
- 1999: Photos interdites ( Striking Poses) : Casey Roper
- 1999: Poltergeist : Les Aventuriers du surnaturel ("Poltergeist: The Legacy") : Megan Torrance (Saison4, 4 épisodes)
- 2000: Destins croisés ("Twice in a Lifetime") : Louise jeune (saison 1, épisode 12)
- 2000: Un agent très secret ("Now and Again") : Vanessa (saison 1, épisode 12)
- 2000: Invasion planète Terre (Earth: Final Conflict) : Hanna Klein (saison 3, épisode 13)
- 2000: Angel : Rebecca Lowell (saison 1, épisode 17)
- 2001: Haven (téléfilm) : Manya
- 2002: Witchblade : Dr. Anna Granger/Adrienne (saison 2, épisode 5)
- 2002: The Job : jeune religieuse (saison 2, épisode 1)
- 2003: Espion mais pas trop ! (The In-Laws) : Yadira
- 2004: Anonymous Rex (téléfilm) : Circe
- 2005: Missing : Disparus sans laisser de trace (1-800-Missing) : Dr. Ellen Strayhorn (saison 2, épisode 18)
- 2005: Man with the Screaming Brain : Tatoya, la belle gitane
- 2017 : Le fiancé de glace (Snowmance) : Amanda